# Euclimacia triangularis
Euclimacia triangularis är en insektsart som beskrevs av Eduard Handschin 1961. Euclimacia triangularis ingår i släktet Euclimacia och familjen fångsländor. Inga underarter finns listade i Catalogue of Life.